# Paul Lukas
Paul Lukas (Boedapest, 26 mei 1895 - Tanger, 15 augustus 1971) was een Hongaarse acteur. 

## Leven en werk

### Afkomst, Hongaarse carrière en vertrek naar Hollywood
Lukas werd als Pál Lukács in Boedapest geboren in een joodse familie.
In 1916 stond hij voor het eerst op het toneel in Boedapest. Een jaar later acteerde hij voor het eerst in een film. Na een succesvolle carrière als toneel- en filmacteur verhuisde hij in 1927 naar de streek rond Hollywood. In 1933 werd hij genaturaliseerd tot burger van de Verenigde Staten. 

### Jaren dertig
In de jaren dertig, zijn productiefste periode, was hij te zien in een vijftigtal films, waaronder Hitchcocks spionagefilm The Lady Vanishes (1938). Cineasten als George Cukor, William Wyler, John Cromwell en James Whale deden toen meermaals een beroep op hem. 

### Jaren veertig
Zijn belangrijkste rol speelde hij in 1943 in het oorlogsdrama Watch on the Rhine dat gebaseerd was op het gelijknamige toneelstuk van Lillian Hellman. Hij zette hierin een man neer die zich verzette tegen de nazi's (in 1941 speelde hij deze rol ook al op het toneel). Voor deze rol won hij de Academy Award voor Beste Acteur.
In de jaren veertig was Lukas lid van de Motion Picture Alliance for the Preservation of American Ideas. Dit was een conservatieve lobbygroep die zich verzette tegen communistische invloeden in Hollywood.

### Jaren vijftig
Hij is het meest bekend voor zijn rol als professor Aronnax in de Walt Disney-klassieker 20.000 Leagues Under the Sea (1954). Deze sciencefiction-avonturenfilm is gebaseerd op het boek Twintigduizend mijlen onder zee van Jules Verne.

### Overlijden
In 1971 stierf Lukas op 76-jarige leeftijd aan een hartaanval in Tanger (Marokko). Hij heeft een ster op de Walk of Fame in Hollywood op de Hollywood Boulevard 6841.

## Filmografie (beperkte selectie)
- 1922 - Samson und Delila (Alexander Korda)
- 1923 - Das unbekannte Morgen (Alexander Korda)
- 1928 - Night Watch (Alexander Korda)
- 1930 - Young Eagles (William A. Wellman)
- 1930 - Grumpy (George Cukor)
- 1931 - City Streets (Rouben Mamoulian)
- 1931 - Strictly Dishonorable (John M. Stahl)
- 1932 - Downstairs (Monta Bell)
- 1932 - Rockabye (George Cukor)
- 1933 - The Kiss Before the Mirror (James Whale)
- 1933 - By Candlelight (James Whale)
- 1933 - Little Women (George Cukor)
- 1934 - Glamour (William Wyler)
- 1935 - I Found Stella Parish (Mervyn LeRoy)
- 1936 - Dodsworth (William Wyler)
- 1936 - Ladies in Love (Edward H. Griffith)
- 1937 - Brief Ecstasy (Edmond Greville)
- 1938 - The Lady Vanishes (Alfred Hitchcock)
- 1939 - Confessions of a Nazi Spy (Anatole Litvak)
- 1940 - Strange Cargo (Frank Borzage)
- 1940 - The Ghost Breakers (George Marshall)
- 1941 - They Dare Not Love (James Whale)
- 1943 - Watch on the Rhine (Herman Shumlin)
- 1944 - Uncertain Glory (Raoul Walsh)
- 1944 - Address Unknown (William Cameron Menzies)
- 1944 - Experiment Perilous (Jacques Tourneur)
- 1948 - Berlin Express (Jacques Tourneur)
- 1954 - 20,000 Leagues Under the Sea (Richard Fleischer)
- 1958 - The Roots of Heaven (John Huston)
- 1960 - Scent of Mystery (Jack Cardiff)
- 1962 - The Four Horsemen of the Apocalypse (Vincente Minnelli)
- 1962 - Tender Is the Night (Henry King)
- 1963 - 55 Days at Peking (Nicholas Ray)
- 1963 - Fun in Acapulco (Richard Thorpe)
- 1965 - Lord Jim (Richard Brooks)

- Biblioteca Nacional de España: XX1090005
- Bibliothèque nationale de France: cb13896858s (data)
- Catàleg d'autoritats de noms i títols de Catalunya: 981058614533706706
- Gemeinsame Normdatei: 135931622
- International Standard Name Identifier: 0000 0001 1591 636X
- Library of Congress Control Number: n85151606
- MusicBrainz: 1cf6cad2-5594-42dc-9e10-49b84c9d4f1e
- Nationale Bibliotheek van Tsjechië: xx0183019
- Nationale Bibliotheek van Israël: 987007458184205171
- SNAC: w6tf1b99
- Système universitaire de documentation: 088450112
- Virtual International Authority File: 53145003719361340217